# Hoàng Trọng Thừa
Hoàng Trọng Thừa (sinh 1877 hoặc 1875 – mất 1953), là người Việt Nam đầu tiên được phong chức Mục sư Tin Lành, ông cũng là Hội trưởng đầu tiên của Hội thánh Tin Lành Việt Nam.

## Thiếu thời
Hoàng Trọng Thừa sinh năm 1877 tại làng Nam Trung, tỉnh Thừa Thiên, nguyên quán huyện Bình Xương, phủ Tân Bình, tỉnh Gia Định. trong một gia đình khá giả theo truyền thống Nho giáo. Dù sớm theo nghiệp bút nghiên nhưng không may mắn trên đường khoa bảng, Hoàng Trọng Thừa đều trượt sau hai lần ứng thí. Đến đầu thế kỷ 20, trong tiến trình chuyển đổi sang chữ Quốc ngữ, các kỳ thi chữ Nho bị hủy bỏ. Hoàng Trọng Thừa bắt đầu hành nghề đông y.

### Tiếp nhận Đức tin Cơ Đốc
Năm 1913, Hoàng Trọng Thừa vào Tourane (nay là Đà Nẵng), thành phố này đang phát triển thành một thương cảng thay thế Faifo (nay là Hội An) ở miền Trung. Đây cũng là điểm đến đầu tiên của những nhà truyền giáo thuộc Hội Truyền giáo Phúc âm Liên hiệp khi họ thành lập một cơ sở truyền bá Phúc âm từ năm 1911. Đã có cơ hội đọc Kinh Thánh và một số ấn phẩm Cơ Đốc viết bằng chữ Hán từ năm 1902, ông tiếp tục tìm hiểu về tôn giáo nhiều người gọi là "Đạo Huê Kỳ" hoặc "Đạo Rối". Trong thời gian này, ông nhận lời dạy tiếng Việt cho các giáo sĩ. Đến năm 1915, trong một buổi học Kinh Thánh, ông tiếp nhận đức tin Cơ Đốc.
Hoàng Trọng Thừa khởi sự học và trau giồi kỹ năng nghiên cứu và giảng luận dưới sự hướng dẫn của nhà truyền giáo E. F. Irwin, đồng thời đảm trách nhiệm vụ thông dịch. Ông cộng tác với Nhà thờ Tin Lành Đà Nẵng và góp phần đáng kể cho sự phát triển của giáo đoàn trong những năm cuối thập niên 1910. Năm 1920, theo lời mời của Hội Truyền giáo, ông vào hỗ trợ cho các giáo sĩ tại Nhà thờ Tin Lành Sài Gòn.

## Mục vụ
Theo đề nghị của nhà truyền giáo Robert A. Jaffray đến từ Trung Hoa, Hoàng Trọng Thừa ghi danh nhập học Trường Kinh Thánh Ngô Châu, Quảng Tây, nhưng do tình hình chính trị khi ấy, ông không được xuất ngoại và phải học theo phương pháp hàm thụ, rồi tốt nghiệp năm 1920. Ông về quản nhiệm Nhà thờ Đà Nẵng. Sau khi thành lập ba giáo đoàn mới tại Hải Châu, An Hải, và Nam Ô, ông nỗ lực khơi mở công cuộc truyền giáo cho các dân tộc thiểu số ở phía bắc Quảng Nam, nhưng kết quả không khả quan, cuối cùng phải bỏ dở.
Tháng 9, 1921, nhà truyền giáo D. I. Jeffrey thành lập Trường Kinh Thánh Đà Nẵng với mục tiêu "dạy các khóa sinh một nền tảng Kinh Thánh đầy đủ để chuẩn bị họ rao giảng Tin Lành ân điển của Đức Chúa Trời cho quốc dân, và xây dựng Hội thánh An Nam trong lẽ thật hằng sống của Lời Đức Chúa Trời". Hoàng Trọng Thừa là người Việt duy nhất có tên trong ban giảng huấn nhà trường.
Ngày 3 tháng 9 năm 1922, nhân lễ tấn phong được tổ chức tại Nhà thờ Tin Lành Đà Nẵng, Hoàng Trọng Thừa trở thành người Việt Nam đầu tiên nhận lãnh chức vụ Mục sư.

### Lãnh đạo Hội thánh
Trong kỳ Hội đồng được tổ chức tại Đà Nẵng từ 5 – 13 tháng 3 năm 1927 nhằm tập hợp các giáo đoàn địa phương để tổ chức thành một giáo hội quốc gia, Mục sư Hoàng Trọng Thừa được các đại biểu bầu chọn để trở thành Hội trưởng đầu tiên của Hội thánh Tin Lành Việt Nam. Ông đảm nhiệm chức vụ này trong nhiệm kỳ một năm.
Năm 1942, ông về nghỉ hưu.
Mục sư Hoàng Trọng Thừa tạ thế ngày 28 tháng 7 năm 1953. Ông được an táng ở Quảng Nam.